# لالة كارلسن
لالة كارلسن (بالنرويجية البوكمول: Lalla Carlsen)‏ هي مغنية وممثلة نرويجية، ولدت في 17 أغسطس 1889 في Svelvik Municipality ‏ في النرويج، وتوفيت في 23 مارس 1967 في أوسلو في النرويج. من الجوائز التي نالتها King's Medal of Merit ‏.

## جوائز
- King's Medal of Merit [الإنجليزية]‏

## وصلات خارجية
- لالة كارلسن على موقع IMDb (الإنجليزية)
- لالة كارلسن على موقع ألو سيني (الفرنسية)
- لالة كارلسن على موقع ميوزك برينز (الإنجليزية)
- لالة كارلسن على موقع قاعدة بيانات الأفلام السويدية (السويدية)
- لالة كارلسن على موقع أول ميوزيك (الإنجليزية)
- لالة كارلسن على موقع قاعدة بيانات الفيلم (الإنجليزية)
- لالة كارلسن على موقع كينوبويسك (الروسية)